# Enicospilus bohong
Enicospilus bohong là một loài tò vò trong họ Ichneumonidae.